# 大孔珠鱂
大孔珠鱂（学名：Cynolebias porosus）為輻鰭魚綱鯉齒目鰕鱂亞目溪鱂科的其中一種，為熱帶淡水魚，分布於南美洲巴西大西洋沿岸淡水流域，體長可達15公分，棲息在底中層水域，生活習性不明，可作為觀賞魚。
其种加词“Porosus”意为“多孔的”。